# Ozyptila kaszabi
Ozyptila kaszabi là một loài nhện trong họ Thomisidae.
Loài này thuộc chi Ozyptila. Ozyptila kaszabi được Yuri M. Marusik & Dmitri Viktorovich Logunov miêu tả năm 2002.